# Néfernéferourê
Néfernéferourê Tasherit (Belle est la perfection de Rê, Tasherit signifiant simplement la jeune ou l'enfant ou la petite) est la cinquième fille du pharaon Akhenaton (ou Amenhotep IV) et de la Grande épouse royale Néfertiti.
Néfernéferourê naît vers la fin de l'an 7 du règne de son père. On trouve aussi l'an 6. Marc Gabolde donne entre l'an 7 et l'an 10, Joyce Anne Tyldesley donne l'an 8 et Cyril Aldred l'an 9. Comme pour ses sœurs, sa date de naissance n'est donc pas encore connue avec certitude. Il est possible qu'elle soit morte jeune, car elle n'est pas représentée aux côtés de ses trois sœurs aînées lors de la mort de Mâkhétaton, en l'an XIV du règne.
Nous disposons de très peu d'éléments sur la vie de cette princesse.
Dans le contexte de bouleversement religieux du règne d'Akhenaton, le nom de cette fille, ainsi que celui de la cadette des six enfants du couple, implique l'idée d'une continuité du culte de Rê, ou montre, pour le moins, qu'Akhenaton n'était pas l'hérétique intolérant que certains spécialistes ont dépeint.